# Kevin Beattie
Thomas Kevin Beattie (* 18. Dezember 1953 in Carlisle, England; † 16. September 2018) war ein englischer Fußballspieler. Seine erfolgreichste Zeit verbrachte er bei Ipswich Town, mit denen er 1978 den FA Cup und 1981 den UEFA-Pokal gewann. Zwischen 1975 und 1977 bestritt er neun Länderspiele (ein Tor) für die englische Nationalmannschaft.

## Spielerkarriere

### Ipswich Town
Kevin Beattie startete seine Spielerlaufbahn 1972 bei Ipswich Town. Bereits in der ersten Saison 1972/73 kam er in 38 Ligaspielen zum Einsatz und erzielte 5 Treffer. Mit der von Bobby Robson trainierten Mannschaft gewann er 1978 den FA Cup durch ein 1:0 über den FC Arsenal. In der Football League First Division 1980/81 sicherte er sich mit seinem Team die Vizemeisterschaft hinter Aston Villa und gewann zudem den UEFA-Pokal 1980/81. Ipswich hatte im Finale den niederländischen Vertreter AZ Alkmaar mit 3:0 und 2:4 bezwungen. Kevin Beattie verpasste diese Finalpartien, da er sich zuvor beim Halbfinal-Aus im FA Cup gegen Manchester City den Arm gebrochen hatte. 
In dem Spielfilm Flucht oder Sieg (1981) von John Huston über eine Fußballpartie in Paris während des Zweiten Weltkriegs doubelte er in den Spielszenen den britischen Schauspieler Michael Caine. Der von zahlreichen Verletzungen geplagte Beattie beendete 1982 mit nur 28 Jahren seine Karriere bei Ipswich Town. In der Folgezeit kam er noch zu wenigen Einsätzen für Colchester United, den FC Middlesbrough und Sandvikens IF, ehe er seine Spielerlaufbahn endgültig beendete.

### Englische Fußballnationalmannschaft
Sein Debüt in der englischen Nationalmannschaft feierte Beattie am 16. April 1975 in der Qualifikation zur EM 1976 bei einem 5:0-Heimerfolg über Zypern. Gut einen Monat später erzielte er in einem Länderspiel gegen Schottland den ersten und einzigen Treffer seiner Länderspielkarriere.

## Titel
- Englischer Vizemeister: 1981
- FA Cup: 1978 (1:0 gegen den FC Arsenal)
- UEFA-Pokal: 1981 (3:0 und 2:4 gegen AZ Alkmaar)
- Texaco Cup: 1973 (2:1 und 2:1 gegen Norwich City)